# Dendritische Zelle

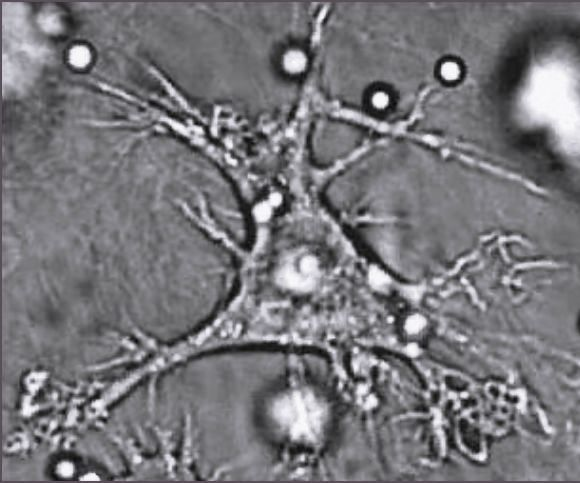
Eine dendritische Zelle

Dendritische Zellen (gr. dendrítēs = „von den Bäumen abstammend/verzweigt“) sind Zellen des Immunsystems, die sich je nach Typ entweder aus Monozyten oder aus Vorläufern der B- und T-Zellen entwickeln. Es handelt sich also um teilweise nur entfernt verwandte Zelltypen, die aufgrund ihrer Funktionen unter dem Namen ‚dendritische Zellen‘ zusammengefasst werden. Sie gehören zu den Phagozyten (Fresszellen).
Ihre Funktion ist die Antigenerkennung und Antigenpräsentation vorher als fremdartig erkannter und intrazellulär aufgenommener Strukturen wie z. B. Mikroorganismen und deren Bestandteile. Dendritische Zellen sind als einzige Zellen in der Lage, so eine primäre Immunantwort zu induzieren, indem sie naive T-Lymphozyten aktivieren. Alle anderen APCs (antigenpräsentierende Zellen) sind lediglich imstande, Antigene aufzunehmen, zu vervielfältigen und zu präsentieren.
Durch Ausschüttung entsprechender Cytokine und Expression bestimmter Zelloberflächen-Rezeptoren beeinflussen dendritische Zellen T-Zellen und verstärken so die spezifische zelluläre Immunabwehr. Der Bezeichnung dendritische Zellen entsprechend haben die 1973 erstmals von Ralph M. Steinman beschriebenen Zellen typische bäumchenartige Cytoplasma-Ausläufer, die ihnen ihre typische sternförmige Gestalt verleihen. Mithilfe dieser Ausläufer können sie größere Flächen effektiv nach Fremd-Antigenen absuchen. Im Jahr 2011 wurde Steinman für diese Entdeckung der Nobelpreis für Physiologie oder Medizin zugesprochen.
Schon 1868 berichtete Paul Langerhans von einer neuen, von ihm entdeckten Zellart, der später nach ihm benannten Langerhans-Zelle. Er nahm allerdings fälschlicherweise an, dass es sich bei diesem epidermalen Zelltyp um eine Nervenzelle der Haut handelt.
Dendritische Zellen gehören zusammen mit den Monozyten, Makrophagen und B-Lymphozyten zu den so genannten „professionellen“ antigenpräsentierenden Zellen des Immunsystems.
Neue Forschungen zeigen, dass dendritische Zellen in den lymphatischen Geweben nicht nur mit den T-Zellen interagieren, sondern auch mit den beiden anderen Hauptklassen der Lymphozyten, den B-Zellen und den natürlichen Killerzellen.

## Lokalisation im Körper
Dendritische Zellen finden sich in großer Zahl in Oberflächengeweben des Körpers, wie z. B. Haut, Pharynx (Rachen), oberer Anteil des Oesophagus (Speiseröhre), Vagina, äußere Cervix uteri (Gebärmutterhals) und Anus. Weiterhin sind sie sehr zahlreich in den inneren Schleimhäuten, z. B. des respiratorischen und gastrointestinalen Systems vertreten. Dendritische Zellen strecken dort ihre bäumchenartigen Ausläufer durch die sogenannten Tight Junctions der die inneren und äußeren Oberflächen bedeckenden Epithelien, ohne dabei die Funktion der Deckgewebe als Diffusionsbarriere zu beeinträchtigen. Dies erweitert die Möglichkeiten der dendritischen Zellen zur Aufnahme z. B. bakterieller Antigene über ihre direkte Umgebung hinaus, auch wenn momentan keine offene Infektion oder Entzündung vorliegt. Es wird angenommen, dass die dendritischen Zellen so eine Dämmung der Reaktion des Immunsystems gegenüber harmlosen Umgebungsantigenen bewirken und auf diese Weise eine überschießende Immunantwort verhindert wird (siehe Abschnitt: Funktion).
Nach der endozytotischen Aufnahme von mikrobiellen, aber auch Umgebungs- und Selbstantigenen, verlassen die dendritischen Zellen die peripheren Gewebe in Richtung der drainierenden sekundären lymphatischen Organe. Pathogene, die periphere Stellen befallen haben, werden von den dendritischen Zellen zum nächsten (Lymph-)stromabwärts gelegenen Lymphknoten transportiert; Antigene die ins Blut gelangt sind, werden dagegen in der Milz abgefangen, und solche, die Schleimhäute infiziert haben, werden in den Tonsillen (Mandeln) oder den Peyerschen Plaques gesammelt. Dieser als Zellmigration (Wanderung) bezeichnete Vorgang wird durch regulative Signalproteine (Chemokine) geleitet und kann durch Impfung verstärkt werden. In den lymphatischen Organen, den Orten wo Immunität und Selbsttoleranz initiiert werden, erzeugen dendritische Zellen durch kontinuierliche Bildungs- und Rückbauprozesse ein Labyrinth-artig verschlungenes System. Dort, genauer im Parakortex der Lymphknoten (ihrer T-Zell-Region), präsentieren die dendritischen Zellen ihre Antigene den Zellen des Immunsystems und schütten darüber hinaus stimulierende Faktoren aus. Beides ist notwendig, um eine angemessene Immunantwort durch die adäquaten, d. h. Antigen-spezifischen T-Lymphozyten auszulösen.
Zusammenfassend lässt sich feststellen, dass in der Peripherie des Körpers lokalisierte dendritische Zellen Pathogene bzw. Antigene aufnehmen und verarbeiten. Anschließend wandern sie unter Abgabe Lymphozyten-stimulierender Moleküle in die entsprechenden lymphatischen Organe. Dort präsentieren sie die zu Peptiden verarbeiteten Antigene mittels ihres Haupthistokompatibilitätskomplexes (MHC-Klasse-II-Komplex), so dass diese von spezifischen T-Lymphozyten erkannt werden können. Durch die gleichzeitige Ausschüttung bestimmter Zytokine, aktivieren die dendritischen Zellen die Lymphozyten und lösen so schließlich eine spezifische zelluläre Immunantwort aus bzw. verstärken eine solche.

## Morphologie und Reifung
Nur unreife dendritische Zellen der peripheren Gewebe haben die typische sternförmige Gestalt, die ihnen durch die langen (> 10 µm) Cytoplasma-Fortsätze (Dendriten) gegeben ist, die ausgehend vom Zellkörper in alle Raumrichtungen ausstrahlen können. Bei lebenden Zellen sind diese Ausläufer in ständiger Bewegung, sie krümmen sich, werden zurückgezogen und an anderer Stelle wieder ausgefahren. Hierdurch sind die dendritischen Zellen optimal darauf eingestellt, eindringende Pathogene und Antigene abzufangen, weshalb sie auch als „Wachposten des Immunsystems“ (engl.: sentinel cells) bezeichnet werden. In diesem unreifen Stadium verfügen die Zellen darüber hinaus über eine große Zahl endozytotischer Vesikel, die reich an anfärbbaren lysosomalen Proteinen sind. Dieser unreife Phänotyp ist charakterisiert durch nur geringe Mengen an MHC-Proteinen und das vollständige Fehlen von kostimulatorischen B7-Molekülen.
Während der Migration in Richtung der sekundären lymphatischen Organe, z. B. nach Antigenaufnahme im Rahmen einer Infektion, ändert sich die Morphologie der dendritischen Zellen: Die Dendriten weichen nun zahlreichen schleierartigen Membranfalten und -ausstülpungen, weshalb die Zellen ursprünglich auch „Schleierzellen“ (engl.: veil(ed) cells) genannt wurden. Gleichzeitig verlieren die Zellen die Fähigkeit zur Phagozytose und zur Verarbeitung von Antigenen.
In den Lymphknoten oder den anderen lymphatischen Zielorganen liegen sie schließlich als reife dendritische Zellen vor. Als solche exprimieren sie große Mengen von mit Peptiden beladenen MHC-Klasse-II-Komplexen, ebenso wie unterschiedliche ko-stimulierende Moleküle, insbesondere B7. Beides ist notwendig, um eine Erkennung der verarbeiteten Antigene durch die T-Zellen und deren Aktivierung zu ermöglichen: Während die Peptid-MHC-Komplexe mit dem T-Zell-Rezeptor interagieren, sorgen B7-Moleküle für das notwendige zweite Signal, indem sie an CD28-Antigene auf den T-Zellen binden. Die reifen dendritischen Zellen sind so in der Lage, naive CD4+ und CD8+ T-Zellen mit großer Effizienz zu stimulieren.
Für die Aktivierung antigenspezifischer, naiver CD8+ T-Zellen, genügt der Kontakt zu antigenpräsentierenden, reifen dendritischen Zellen. Um die Bildung von Gedächtniszellen sowie eine sekundäre Expansion der CD8+ T-Zellen zu ermöglichen, müssen die dendritischen Zellen jedoch von CD4+ T-Helferzellen aktiviert worden sein. Hierfür scheint eine gleichzeitige Interaktion aller drei Zelltypen (dendritische Zellen, CD4+ T-Helferzellen und CD8+ T-Zellen) zwingend notwendig zu sein um alle kostimulatorischen Signale zu übermitteln.

## Funktion

### Vermittler von Immunität
Dendritische Zellen haben in ihrer Rolle als Vermittler der Immunität zwei zeitlich voneinander klar abgrenzbare Schlüsselfunktionen: Als unreife Zellen sind sie für die Aufnahme und Verarbeitung von Antigenen zuständig. Nur einen bis wenige Tage später sorgen sie dann als reife Zellen für die Stimulierung hauptsächlich von T-, aber auch B-Zellen, indem sie diesen große Mengen des verarbeiteten Antigens in Form von MHC-Peptid-Komplexen, zusammen mit ko-stimulierenden Molekülen, an ihrer Oberfläche präsentieren. Gleichsam als Wachposten und Alarmgeber des Immunsystems üben sie somit eine übergeordnete Kontrollfunktion über die eigentlichen Akteure der zellulären Immunantwort aus. Hierbei ist nur eine dendritische Zelle notwendig, um 100 bis 3000 Antigen-spezifische T-Zellen zu aktivieren. Sie sind somit deutlich effizienter als andere antigenpräsentierenden Zellen, was auch darauf zurückzuführen ist, dass sie 10- bis 100-fach mehr MHC-Peptid-Komplexe an ihrer Oberfläche präsentieren als z. B. Monozyten oder B-Zellen.

### Vermittler von Toleranz
Auch bei der Vermeidung von Autoimmunreaktionen kommt den dendritischen Zellen eine Schlüsselrolle zu, indem sie für immunologische Toleranz gegenüber Selbstantigenen sorgen. Als immunologische Wächter sammeln sie unablässig Antigene ein. Wenn gerade keine Infektion oder Entzündung im Körper vorliegt, handelt es sich hier hauptsächlich um Proteine aus körpereigenen Zellen, die im Rahmen physiologischer Zellumbauprozesse (engl.: turnover) absterben. Solche apoptotischen Zellen sind eine stetige und zufällige Quelle für Selbstantigene und somit kritisch für die Aufrechterhaltung der Selbsttoleranz. Dendritische Zellen, die solche körpereigenen Antigene aufgenommen haben, wandern ebenfalls in die sekundären lymphatischen Organe und erlangen dort die Fähigkeit T-Zellen zu stimulieren. Abhängig vom Differenzierungstadium der Zellen, resultiert diese Art der Stimulierung aber nicht in einer (Auto-)Immunreaktion, sondern in (1) Apoptose, (2) Anergie oder (3) in der Entwicklung regulatorischer T-Zellen. Jeder dieser Mechanismen trägt dazu bei selbstreaktive T-Zellen aus dem Pool der peripheren Lymphozyten zu eliminieren.

## Formen

### Langerhans-Zellen
Langerhans-Zellen finden sich in der Epidermis der Haut (vor allem im Stratum spinosum) und in Schleimhäuten und wurden nach ihrem Entdecker Paul Langerhans benannt. Menschen verfügen über rund 109 epidermale Langerhans-Zellen. Sie sind nicht zu verwechseln mit den Langerhans-Inseln (welche sich im Pankreas befinden) oder den Langhans-Riesenzellen (die bei granulomatösen Erkrankungen verschiedener Ursache nachweisbar sind). Langerhans-Zellen entstehen aus Monozyten nach Stimulation mit G-CSF oder GM-CSF und tragen die Oberflächenmarker Gr-1 (synonym Ly-6G/Ly-6C) und ähneln in Morphologie und Funktion den Makrophagen. Es handelt sich um noch inaktive dendritische Zellen. Die Aktivierung und Differenzierung zu reifen dendritischen Zellen erfolgt erst nach Kontakt mit dem Antigen. Nach der Aufnahme von Antigenen über Phagozytose wandern sie in die regionären Lymphknoten. Dendritische Zellen präsentieren Antigene, vor allem den T-Lymphozyten. Charakteristisch für dendritische Zellen ist der Nachweis von sogenannter Birbeck-Granula in der Elektronenmikroskopie. Dabei handelt es sich um Tennisschläger-förmige Zytoplasmaformationen mit zum Teil pentalaminärem Aufbau im Bereich des Stiels. Histologisch zeigen dendritische Zellen einen typisch eingekerbten Kern und ein sehr dunkles Cytoplasma. Langerhans-Zellen exprimieren Langerin, mit dem HIV-Partikel gebunden werden können.

### Interdigitierende dendritische Zellen
Die interdigitierenden dendritischen Zellen stammen aus dem Knochenmark. Man findet sie im gesamten Körper, v. a. jedoch in den T-Zell-Regionen der Lymphknoten, in der periarteriolären Lymphozyten-Scheide der Milz, im Thymus, den Tonsillen und den Peyer-Plaques. Die Plasmamembran ist ATPase positiv. Sie sind für naive T-Zellen die wirkungsvollsten antigenpräsentierenden Zellen und für die Präsentation viraler Antigene besonders wichtig. Histologisch zeigen sie typische Fältelungen der Plasmamembran und einen bizarren Zellkern. Die interdigitierenden dendritischen Zellen zeigen im Elektronenmikroskop keine Birbeck-Granula. Verarbeitete Antigene werden über MHC-II-Moleküle den CD4-positiven T-Lymphozyten präsentiert. Die Freisetzung von Cytokinen durch die dendritischen Zellen führt zur Stimulation und Proliferation von T-Lymphozyten. Dieser Zelltyp besitzt auf der Plasmamembran die kostimulatorischen Moleküle B7-1 und B7-2. Interdigitierende dendritische Zellen sind die potentesten Stimulatoren für naive T-Lymphozyten. Reife, aber auch Antigen-präsentierende Zellen, zeigen keine Phagozytose-Aktivität mehr.

### Interstitielle dendritische Zellen
Interstitielle dendritische Zellen sind myeloiden Ursprungs und wurden erstmals aus dem Zwischenraum (Interstitium) nicht-lymphoider Organe als Leukozyten mit hoher MHCII-Expression isoliert. Bisher wurden IDC in Säugetieren nachgewiesen, sie spielen eine Rolle in der Initiation der Abstoßungsreaktion gegen allogene Transplantate.

### Inflammatorische dendritische Zellen
Inflammatorische dendritische Zellen (inflDC) entstehen bei einer akuten Entzündung oder Infektion und bei chronisch-entzündlichen Erkrankungen. In gesundem, nicht-entzündetem Gewebe fehlen sie. InflDC entwickeln sich aus Monozyten, die aus dem Blut in das entzündete Gewebe einwandern und dort Eigenschaften von dendritischen Zellen annehmen. Zwei Merkmale charakterisieren sie eindeutig als DC und nicht als Makrophagen: InflDC wandern aus dem Gewebe in die drainierenden lymphatischen Organe, und sie präsentieren effizient Antigen und aktivieren so naive CD4- und CD8-T-Zellen.

### Plasmazytoide dendritische Zellen
Plasmazytoide dendritische Zellen (pDC) sind ein relativ seltener Typ dendritischer Zellen im Blut und in den peripheren Lymphorganen. Sie exprimieren die Oberflächenmarker CD123, CLEC4C und BDCA-4, jedoch weder CD11c noch CD14, welche respektive charakteristisch für dendritische Zellen und Monozyten sind. Als Teil des angeborenen Immunsystems exprimieren sie die Toll-like Rezeptoren TLR-7 und TLR-9. Nach Aktivierung schütten pDC große Mengen an Typ-I-Interferonen (IFN-α und IFN-β) aus. Während einer HIV- oder HCV-Infektion verringert sich die Anzahl zirkulierender pDC.

### Follikuläre dendritische Zellen
Follikuläre dendritische Zellen (fDC) finden sich in Primär- und Sekundärfollikeln von Lymphfollikeln (z. B. in Lymphknoten, Peyer-Plaques, Milz). Sie zeigen eine starke und feine Verzweigung aus langen Dendriten und sind mit benachbarten Zellen über Desmosomen und Gap-junction-Proteine verbunden. Follikuläre dendritische Zellen sind nicht mit konventionellen dendritischen Zellen zu verwechseln, da sie nicht in der Lage sind, Antigene aufzunehmen, zu verarbeiten und über MHCII zu präsentieren. Darüber hinaus sind sie negativ für Marker hämatopoietischer Zelllinien. Follikuläre dendritische Zellen sind langlebig, radioresistent und sind mesenchymalen Ursprungs. Charakteristisch für follikuläre dendritische Zellen ist die Präsentation von unverarbeitetem Antigen über Antigen-Antikörper-Komplexen an Fc-Rezeptoren oder Komplement-Antigen-Komplexen am Komplement-Rezeptor CD21/35 (CR1/2). Follikuläre dendritische Zellen sezernieren Zytokine, die wichtig für die Homöostase, Aktivierung, Differenzierung und Proliferation von B-Lymphozyten sind.

## Klinische Bedeutung
Dendritische Zellen können dazu benutzt werden, um gegen vorhandene Krebstumoren zu impfen. Dabei werden isolierte dendritische Zellen mit Tumorantigenen beladen, mittels Cytokinen stimuliert und dem Patienten zurückinfundiert. Die dendritischen Zellen sollen dem Immunsystem den bereits im Körper vorhandenen, aber meist vom Immunsystem nicht erkannten oder nicht bekämpften Tumor zeigen und damit die Immunabwehr auf den Tumor „hetzen“.
Diese Krebsimpfung mit dendritischen Zellen, eine Form der Krebsimmuntherapie, beginnt sich als Therapieform langsam zu etablieren. Im April 2010 wurde erstmals in den USA eine derartige Vakzine zur Behandlung von Prostatakarzinomen von der Gesundheitsbehörde FDA zugelassen. Bis dahin wurden mehrere Studien mit insgesamt mehr als 4500 Patienten publiziert, die eine Behandlung mit dendritischen Zellen erhielten, der Löwenanteil davon in Europa und den USA.
Der Großteil der verwendeten dendritischen Zellen wurde aus patienteneigenen Monozyten als Vorläuferzellen generiert (dies stellt das am häufigsten verwendete Kultivierungsverfahren dar), seltener werden die Zellen aus proliferierenden CD34+ Zellen gezüchtet oder direkt aus dem Blut (allerdings nur in sehr geringer Anzahl vorhanden) abgesammelt. Unter den bisher behandelten Patientengruppen überwiegt das Melanom mit beinahe 1400 publizierten Fällen, gefolgt von urologischen Tumoren (Prostata- und Nierenzellkarzinom) mit ca. 900 Patienten sowie Tumoren des Verdauungssystems, des Gehirns, der weiblichen Brust, Lungenkarzinomen wie auch hämatologischen Erkrankungen.
Zur Beladung der dendritischen Zellen werden Tumorerkennungsbestandteile (Tumorantigene) auf die Zellen geladen, dies erfolgt entweder, indem man kurze Eiweißsequenzen (Peptide) auf die Zellen lädt, oder die Information für diese Eiweißsequenzen in Form von RNA, DNA oder auch des ganzen Eiweißes in die Zellen lädt. Auf diese Weise lässt sich sogar die maßgeschneiderte Information eines patienteneigenen Tumors in die dendritischen Zellen übertragen, indem man zum Beispiel die RNA aus einem Tumor extrahiert und diese Information in die dendritischen Zellen dieses Patienten legt.
Die Therapie mit dendritischen Zellen wurde bisher zumeist bei Patienten mit großer Tumorlast angewendet. Unter dieser Therapie kommt es auch zu Rückbildungen von existierenden Tumoren. Deutlich häufiger ist aber eine Stabilisierung der Erkrankung gefolgt von einer langsamen Umwandlung der Tumoren in narbenartiges Gewebe. Die Nebenwirkungen der Therapie äußern sich zumeist als lokale Reaktionen an den Einstichstellen sowie als Müdigkeit, manchmal gepaart mit Temperaturerhöhung. Diese Reaktionen zeigen ein Ansprechen auf die Vakzine an und werden als sogenannte Reactogenicity gewertet.
Langerhans-Zellen spielen unter anderem bei Hypersensitivitätsreaktionen vom Typ IV (zellulär bedingte Immunreaktion vom verzögerten Typ) eine große Rolle. Dies ist beispielsweise beim Kontaktekzem der Fall.
Die Rolle der Langerhans-Zellen bei der HIV-Infektion erfuhr durch eine Studie eine andere Wertung. Während bisher angenommen wurde, dass Langerhans-Zellen das Virus von den Schleimhäuten des Genitaltraktes in die regionären Lymphknoten tragen mit einer nachfolgenden Infektion von Lymphozyten und dem Voranschreiten der Infektion, sieht man diesen Umstand inzwischen differenzierter. Über das Erkennungsmolekül Langerin identifizieren die Langerhans-Zellen das HI-Virus und binden es an sich, platzieren es aber in einem spezifischen Zellbereich, wo es „entwaffnet“ und abgebaut wird.
Diese neuen Erkenntnisse des Forscherteams um T. Geijtenbeek stehen in Opposition zu der bisherigen Auffassung, wonach dendritische Zellen ein wichtiges Reservoir für das HI-Virus darstellten. Letzteres Szenarium solle nach diesen Erkenntnissen nur eintreten, wenn hohe Virusmengen auftreten oder etwa Verletzungen vorliegen, die es den Viren ermöglichen, in nicht vom Schutzmolekül Langerin durchwirkte tiefere Hautschichten einzudringen.

### Veterinärmedizin
Auch in der Veterinärmedizin wird die Therapie mit dendritischen Zellen angewendet. Das Behandlungskonzept basiert auf dem bereits bekannten Verfahren aus der Humanmedizin. Behandelt werden dabei in der Regel an Tumoren erkrankte Hunde, Katzen und Pferde. Aus einer Blutprobe werden die dendritischen Zellen kultiviert und in eine Injektionslösung (auch Vakzin genannt) gebracht. Das Vakzin wird dem Tier intradermal appliziert. Durch die Behandlung soll die körpereigene Immunantwort verbessert und damit eine Bekämpfung von Tumorzellen durch die Immunzellen bewirkt werden. Die von den dendritischen Zellen aufgenommenen Antigene werden den T-Zellen präsentiert, sodass eine Reaktivierung der T-Zellen ausgelöst wird. Die Immunzellen beginnen somit die Zerstörung von entarteten Zellen.
Die dendritische Zelltherapie kann als Alleintherapie oder vor beziehungsweise nach der Chemo- oder Strahlentherapie als Begleittherapie angewendet werden. Dendritische Zellen werden typischerweise nach der chirurgischen Entfernung des Tumorgewebes eingesetzt und sollen zur Bekämpfung von verbliebenen Tumorzellen oder zur Vorbeugung eines Rezidives dienen. Inoperable Tumoren können mithilfe dendritischer Zellen in ihrem Wachstum gehemmt werden.

## Weiterführende Literatur
- K. Palucka, J. Banchereau: Cancer immunotherapy via dendritic cells. In: Nature Reviews Cancer. Band 12, Nummer 4, April 2012, S. 265–277, ISSN 1474-1768. doi:10.1038/nrc3258. PMID 22437871. PMC 3433802 (freier Volltext). (Review).
- K. Palucka, H. Ueno u. a.: Dendritic cells and immunity against cancer. In: Journal of Internal Medicine. Band 269, Nummer 1, Januar 2011, S. 64–73, ISSN 1365-2796. doi:10.1111/j.1365-2796.2010.02317.x. PMID 21158979. PMC 3023888 (freier Volltext). (Review).
- A. K. Palucka, H. Ueno u. a.: Taming cancer by inducing immunity via dendritic cells. In: Immunological Reviews. Band 220, Dezember 2007, S. 129–150, ISSN 0105-2896. doi:10.1111/j.1600-065X.2007.00575.x. PMID 17979844. (Review).